# Phryné
Phryné (título original en francés; en español, Friné) es una opéra-comique en dos actos con música de Camille Saint-Saëns y libreto en francés de Lucien Augé de Lassus. Se estrenó el 24 de mayo de 1893 en la Opéra-Comique de París. 